# دوبلین ۳۰۷۷۸
سیارک ۳۰۷۷۸ (به انگلیسی: 30778 Doblin، نامگذاری:1987SX10) سی هزار و هفتصد و هفتاد و هشتمین سیارک کشف شده‌است که در ۲۹ سپتامبر ۱۹۸۷ کشف شد.